# Tuttoqqortooq
Tuttoqqortooq är en ö i Grönland (Kungariket Danmark).   Den ligger i kommunen Qaasuitsup, i den västra delen av Grönland, 1 100 km norr om huvudstaden Nuuk. Arean är 96 kvadratkilometer.
Terrängen på Tuttoqqortooq är lite kuperad. Öns högsta punkt är 533 meter över havet. Den sträcker sig 10,7 kilometer i nord-sydlig riktning, och 20,1 kilometer i öst-västlig riktning.  Trakten runt Tuttoqqortooq består i huvudsak av gräsmarker.